# Ontario Reign (2008–2015)
Ontario Reign var ett amerikanskt professionellt ishockeylag som spelade i den nordamerikanska ishockeyligan ECHL mellan 2008 och 2015. 
De ägdes av det globala Anschutz Entertainment Group (AEG) och spelade sina hemmamatcher i inomhusarenan Citizens Business Bank Arena i Ontario i Kalifornien. 
Laget härstammar från Huntington Blizzard som anslöt sig till East Coast Hockey League 1993 och var i ligan fram till 2000 när laget upplöstes. Tre år senare uppstod laget på nytt i ECHL med namnet Texas Wildcatters och spelade sina hemmamatcher i Ford Arena i Beaumont i Texas.
Det varade  till 2008 när laget flyttades till Ontario och blev just Ontario Reign. 2015 gjorde städerna Ontario och Manchester i New Hampshire en rockad med varandra, Reign flyttades till Manchester och blev nya Manchester Monarchs i ECHL medan Manchester flyttade sitt AHL-lag med samma namn som ECHL-laget till Ontario för att vara det nya Ontario Reign och spela i AHL.
De var samarbetspartners med Los Angeles Kings i National Hockey League (NHL).
Reign vann aldrig ECHL:s slutspel (Kelly Cup).
De hade spelare som Jean-François Bérubé, Joe Cannata, Kyle Clifford, Mike Condon, Jean-Philippe Côté, Patrick Holland, Bud Holloway, Michael Hutchinson, Martin Jones, Dwight King, Gašper Kopitar, Darcy Kuemper, Paul Mara, Jordan Nolan, Ryan Parent, Jon Rheault, Devin Setoguchi, Sebastian Stålberg, Geoff Walker och Jeff Zatkoff som spelade för dem. 
Clifford, Condon, Hutchinson, Jones, King, Kuemper, Mara och Nolan är/var etablerade i NHL varav Clifford, King och Nolan är tvåfaldiga Stanley Cup-mästare med just Los Angeles Kings medan Jones vann en med dem.